# Lindern
Lindern é um município da Alemanha localizado no distrito de Cloppenburg, estado de Baixa Saxônia.